# William H. Randall
William Harrison Randall, född 15 juli 1812 i Madison County i Kentucky, död 1 augusti 1881 i London i Kentucky, var en amerikansk politiker. Han var ledamot av USA:s representanthus 1863–1867.
Randall efterträdde 1863 John J. Crittenden som kongressledamot och efterträddes 1867 av George Madison Adams.